# Wasylów (gmina Ulhówek)
Wasylów – osada w Polsce położona w województwie lubelskim, w powiecie tomaszowskim, w gminie Ulhówek.
W latach 1975–1998 miejscowość należała administracyjnie do województwa zamojskiego.
Osada jest sołectwem w gminie Ulhówek. Według Narodowego Spisu Powszechnego z roku 2011 osada liczyła 102 mieszkańców.
Wierni Kościoła rzymskokatolickiego należą do parafii św. Anny w Wasylowie Wielkim.